# Matthias Fichtner
 Matthias Fichtner (* 3. Oktober 1998 in Haßfurt) ist ein deutscher Basketballspieler.

## Karriere
Fichtner wurde im Nachwuchsnetzwerk des Bundesligisten Brose Bamberg ausgebildet und kam im Jugend- und Herrenbereich der Bamberger zum Einsatz: Beim TSV Breitengüßbach, sowie beim FC Baunach. 2016 wurde er mit dem TSV Meister der Nachwuchs-Basketball-Bundesliga, 2015 feierte er im Trikot des FC Baunach sein Debüt in der 2. Bundesliga ProA.
Im Juli 2017 gab der BBC Coburg, Aufsteiger in die 2. Bundesliga ProB, Fichtners Verpflichtung bekannt. Nach einem Jahr beim Regionalligisten Hannover ging er im Sommer 2020 zum Drittligisten White Wings Hanau.
Drittligist SBB Baskets Wolmirstedt gab Ende Juli 2022 Fichtners Verpflichtung bekannt.